# Coenonympha haydeni
Coenonympha haydeni är en fjärilsart som beskrevs av Edwards 1872. Coenonympha haydeni ingår i släktet Coenonympha och familjen praktfjärilar. Inga underarter finns listade i Catalogue of Life.